# La Goutelle
La Goutelle – miejscowość i gmina we Francji, w regionie Owernia-Rodan-Alpy, w departamencie Puy-de-Dôme.
Według danych na rok 1990 gminę zamieszkiwało 577 osób, a gęstość zaludnienia wynosiła 24 osoby/km² (wśród 1310 gmin Owernii La Goutelle plasuje się na 365. miejscu pod względem liczby ludności, natomiast pod względem powierzchni na miejscu 339.).